# Андрій (Роборецький)
Андрі́й Роборе́цький  (англ. Andrew Roborecki, (12 грудня 1910, Великі Мости — 24 жовтня 1982, Торонто) — церковний діяч, єпископ Української греко-католицької церкви в Канаді, Апостольський екзарх (1951–1956) і Єпископ Саскатунський (1956–1982).

## Життєпис
Родом з Великих Мостів Жовківського повіту (Галичина), до Канади прибув 1913 року. Богословські студії закінчив у Торонто в 1934 році, душпастирював у Західній і Східній Канаді; з 1948 року — єпископ-помічник архієпископа Василя Ладики у Вінніпезі;
3 травня 1951 року став першим українським єпископом нової єпархії Саскачевану в Українському католицькому соборі Святого Юрія в Саскатуні й служив на цій посаді до своєї смерті.
Помер 24 жовтня 1982 році від серцевого приступу, був присутній на конференції в Торонто, щойно закінчивши промову.